# Gmina Tinjan
Gmina Tinjan (chorw. Općina Tinjan) – gmina w Chorwacji, w żupanii istryjskiej. W 2011 roku liczyła 1684 mieszkańców.

## Miejscowości
Miejscowości wchodzące w skład gminy Tinjan:
- Brčići
- Brečevići
- Jakovici
- Kringa
- Muntrilj
- Radetići
- Tinjan
- Žužići